# Dilema (serie de televisión)
Dilema (en inglés: What/If) es una serie de televisión web estadounidense de drama, creada por Mike Kelley, que se estrenó el 24 de mayo de 2019 en Netflix.

## Sinopsis
What/If sigue a «dos recién casados con dificultades que aceptan la proposición éticamente peligrosa de una mujer poderosa para asegurar una ganancia financiera tan necesaria».

## Reparto

### Principales
- Renée Zellweger como Anne Montgomery
- Jane Levy como Lisa Ruiz-Donovan
- Blake Jenner como Sean Donovan
- Keith Powers como Todd Archer
- Samantha Ware como Angela Archer
- Juan Castaño como Marcos
- Dave Annable como el Dr. Ian Evans
- Saamer Usmani como Avery Watkins
- Daniella Pineda como Cassidy
- John Clarence Stewart como Lionel
- Louis Herthum como Foster

### Recurrentes
- Tyler Ross
- Derek Smith como Kevin
- Nana Ghana como Sophie
- Monique Kim como Miles
- Marissa Cuevas como Christine
- Allie MacDonald como Maddie Carter
- Gabriel Mann como Gage Scott

## Producción

### Desarrollo
El 17 de agosto de 2018, se anunció que Netflix había otorgado la producción de la serie para una primera temporada que constaba de diez episodios. La serie fue creada por Mike Kelley, quien también se esperaba que escribiera para la serie. Los productores ejecutivos incluyen a Kelly, Melissa Loy, Alex Gartner, Charles Roven, Robert Zemeckis y Jack Rapke. Además, se esperaba que Jackie Levine fuera coproductor ejecutivo y se esperaba que Phillip Noyce se desempeñara como director y productor ejecutivo en los dos primeros episodios. El 23 de abril de 2019, se anunció que la serie está programada para estrenarse el 24 de mayo de 2019.

### Casting
En agosto de 2018, se confirmó que Renée Zellweger, Jane Levy y Blake Jenner habían sido elegidos en roles principales. En septiembre de 2018, se informó que  Samantha Ware, Juan Castaño, Keith Powers, Saamer Usmani, Dave Annable y Louis Herthum habían sido elegidos en la serie con Herthum en un papel recurrente. En diciembre de 2018, se anunció que Daniella Pineda se había unido al elenco principal y que Tyler Ross, Derek Smith, Nana Ghana, Monique Kim y Marissa Cuevas aparecerían en una capacidad recurrente.